# Petra (nombre)
Petra es un nombre propio femenino de origen latino. Es el femenino de Pedro, nombre de origen latino que significa 'piedra'. Es un nombre común en Alemania, Croacia, Eslovaquia y República Checa.

## Variantes
- Alemán: Peti, Petrina, Petrine, Pezi, Petzi, Pedi.
- Español: Petra, Petronila.
- Francés: Perette, Pierrette, Pierrine
- Frisio: Peekje, Pietje, Pierke, Pierkje, Piertje, Peterke, Petje, Petke, Pieterke.
- Italiano: Piera, Pierina.
- Griego: Petroula.

## Personajes célebres
- Petra Begerow (* 1975), tenista alemana.
- Petra Burka (* 1946), patinadora artístico canadiense.
- Petra Cetkovská (* 1985), tenista checa.
- Petra von Beck (* 1957), doctora alemana.
- Petra Felke (* 1959), atleta alemana.
- Petra Frey (* 1978), cantante austriaca.
- Petra Haden (* 1971), cantante y violinista estadounidense.
- Petra Kamstra (* 1974), jugadora de tenis neerlandesa.
- Petra Kelly (1947-1992), activista alemana.
- Petra Kronberger (* 1969), esquiadora alpina austriaca.
- Petra Kusch-Luck (* 1948), presentadora y cantante alemana.
- Petra Kvitová (* 1990), tenista checa.
- Petra Langrova (* 1970), tenista checa.
- Petra Mandula (* 1978), tenista húngara.
- Petra Marklund (* 1984), cantante sueca.
- Petra Martić (* 1991), tenista croata.
- Petra Němcová (* 1979), modelo checa.
- Petra Pau (* 1963), política alemana.
- Petra Pfaff (* 1960), atleta alemana.
- Petra Rampre (* 1980), tenista eslovaca.
- Petra Ral (* ), soldado de la Legión de Reconocimiento.
- Petra Rossner (* 1966), ciclista alemana.
- Petra Schmidt-Schaller (* 1980), actriz alemana
- Petra Schneider (* 1963), nadadora alemana.
- Petra Schürmann (* 1933), presentadora de televisión y actriz alemana.
- Petra Thorén (* 1969), tenista finlandesa.
- Petra van Staveren (* 1966), nadadora neerlandesa.
- Petra de Steur (* 1972), cantante belga, conocida también como La Sakhra.
- Petra Vaideanu (* 1965), heptatleta rumana.
- Petra Verkaik (* 1966), modelo estadounidense.
- Petra Wimbersky (* 1982), futbolista alemana.
- Petra Yared (* 1979), actriz australiana.